# جوشوا راينولدس
السير جوشوا راينولدس (بالإنجليزية: Sir Joshua Reynolds)‏ وهو رسام إنجليزي ولد في يوم 16 يوليو 1723 في بليمبتون في إنجلترا، جوشوا راينولدس هو مفتتح الأكاديمية الملكية للفنون في لندن بأمر من الملك جورج الثالث ملك المملكة المتحدة في سنة 1769 وهو أول رئيس لها، توفي في يوم 23 فبراير 1792.

## سيرته المهنية
بإظهاره اهتمامًا مبكرًا بالفن، تتلمذ رينولدز عام 1740 على يد رسام البورتريه العصري اللندني توماس هادسن، الذي ولد في ديفون. امتلك هادسن مجموعة من رسومات أساتذة الفن القدماء، من ضمنها بعض رسومات غورتشينو، الذي عمل منها رينولدز نسخًا. تتلمذ على يد هادسن لمدة أربع سنوات، وظل رينولدز معه فقط لصيف عام 1743. بتركه لهادسن، عمل رينولدز لبعض الوقت كرسام بورتريه في بليموث دوك (الآن ديفونبورت). عاد إلى لندن قبل نهاية عام 1744، وتلا ذلك وفاة والده في أواخر عام 1745 فبقي مع أخواته في المنزل في بليموث دوك.
في عام 1749، التقى رينولدز بالكومودور (القائد) أوغستس كيبل، الذي دعاه للانضمام إلى سفينة إتش إم إس سينتوريون، التي قادها في رحلة إلى البحر المتوسط. زار في هذه الرحلة لشبونة وكاديز والجزائر ومينوركا. من مينوركا سافر إلى ليفورنو في إيطاليا، وبعدها إلى روما، وأمضى فيها سنتين، دارسًا لوحات الأساتذة القدماء وامتلك ذوقًا «بالأسلوب الرفيع». اللورد إدجكومب، الذي عرف رينولدز منذ أن كان صبيًا وعرّفه على كيبل، اقترح عليه أن يدرس مع بومبيو باتوني، الرسام الرائد في روما، وكان رد رينولدز بأنه لا يوجد عند باتوني ما سيتعلمه منه.
عندما كان في روما عانى من حمى شديدة، جعلته أصمًا جزئيًا، وكنتيجة، بدأ بحمل بوق للأذن، غالبًا يظهر في الصور المرسومة له.
سافر رينولدز عائدًا إلى موطنه مرورًا بفلورنسا وبولوغنا والبندقية وباريس. كان مترافقًا مع غيسيب مارتشي ذي السبعة عشرة عامًا.  عدا فترة فاصلة قصيرة في عام 1770، ظل مارتشي يعمل لدى رينولدز كمساعد له في مرسمه لبقية مسيرة رينولدز المهنية. بعد وصوله إلى إنجلترا في شهر أكتوبر عام 1752، أمضى رينولدز ثلاثة أشهر في لندن، وبقي هناك إلى نهاية حياته. أخذ غرفًا في شارع سانت مارتين، قبل الانتقال إلى شارع نيوبورت الكبير، عملت أخته فرانسيس كمدبرة منزل. حقق النجاح بسرعة وكان مُنتجًا بشدة. نصح اللورد إدجكومب دوق ديفونشاير ودوق غرافتون بالجلوس أمام رينولدز ليرسمهم، وتلاهم  آخرون، منهم دوق كمبرلاند، الابن الثالث للملك جورج الثاني، والذي في البورتريه خاصته، وفقًا لنيكولاس بيني «تحولت الضخامة بشكل رائع إلى قوة». في عام 1760 انتقل رينولدز إلى منزل أكبر، بمساحة تكفي لعرض أعماله واستيعاب مساعديه، في الجهة الغربية من حقول ليستر (ساحة ليستر اليوم).
إلى جانب رسوم البورتريه الكبيرة بالطول الكامل، رسم رينولدز عددًا كبيرًا من الأعمال الأصغر حجمًا. في أواخر خمسينيات القرن الثامن عشر، وفي ذروة الموسم الاجتماعي، كان يتلقى خمس أو ست زبائن في اليوم، ساعة لكل منهم. بحلول عام 1761 كان يطلب أجرة 80 جنيه للبورتريه بالطول الكامل؛ في عام 1761 دُفع له 100 جنيه لرسم بورتريه للّورد بورغريش.
عادةً ما كانت تُرسم ملابس زبائن رينولدز إما من أحد تلاميذه أو مساعد مرسمه غيسيب مارشيني أو الرسام المتخصص برسم الألبسة بيتر تومز. كتب جايمس نورثكوت، تلميذه، حول هذا النظام «تصوير أمور معينة ليس من عمل العبقري، لكنه يُكتسب بالممارسة، وهذا ما كان يستطيع تلاميذه فعله بالاهتمام والوقت؛ لكن يبقى عمله الدقيق والبارع هو الأفضل».
كثيرًا ما اقتبست وضعيات زبائنه من أعمال الفنانين السابقين، وهي ممارسة سخر منها ناثاليال هون في لوحة تدعى الساحر، وقُدمت في معرض الأكاديمية الملكية لعام 1775، وتوجد اليوم في مجموعة المعرض الوطني الأيرلندي. تُظهر شكلًا يمثل -لكن لا يشبه- رينولدز جالسًا أمام سلسلة من الرسومات التي اقتبس عنها بدرجات مختلفة من التفاصيل.
على الرغم من أنه لا يُعرف تحديدًا برسمه للمناظر الطبيعية، إلا أنه رسم في هذا المجال. كانت لديه إطلالة ممتازة من منزله -ويك هاوس- على تلة ريتشموند، ورسم الإطلالة عام 1780 تقريبًا.
عُرف رينولدز أيضًا برسومات البورتريه للأطفال. شدد في رسوماته على براءة الأطفال وسماحتهم الطبيعية. لوحته لعام 1788، عهد البراءة، أفضل استعراض لطبيعة الطفل. الشخصية المرسومة غير معروفة، لكن خُمن أنها ثيوفيلا غوتكين ابنة أخته الكبرى، أو الليدي آن سبنسر، أصغر ابنة للدوق الرابع لمالربورو.

### النادي
عمل رينولدز لساعات طويلة في مرسمه، نادرًا ما أخذ عطلة. كان اجتماعيًا ومثقفًا بشدة، ولديه العديد من الأصدقاء من النخبة المثقفة في لندن، من بينهم د.صمويل جونسون، أوليفر جولد سميث، إدموند بيرك، غيسيب باريتي هنري ثرايل ديفيد غاريك والفنانة أنجيليكا كوفمان.
بسبب شعبيته كرسام بورتريه، حظي رينولدز بتواصل مستمر مع النساء والرجال المشهورين والأغنياء في ذلك الوقت، وهذا ما جعله يتمكن من جمع كل شخصيات «النادي». أُسس النادي عام 1764 وكانت تجري اللقاءات في جناح من الغرف في الطابق الأول من مبنى توركس هيد في 9 شارع جيرارد؛ يمكن أن نجد اليوم علامة تذكارية على هذا المبنى. من الأعضاء المؤسسين: بيرك وبينيت لانغتون وتوفام بوكليرك وجولد سميث وأنتوني تشايمر وتوماس هوكينز ونوغينت، انضم إليهم غاريك وبوزويل وشيريدان. خلال عشرة سنوات ارتفع عدد أعضاء النادي إلى 35. اجتمع الأعضاء مساء كل اثنين لتناول العشاء وإجراء المحادثات، وكانت هذه الجلسات تستمر لساعات الصباح الأولى من يوم الثلاثاء. في السنوات اللاحقة، كانت الاجتماعات تجري مرة كل أسبوعين خلال فترة الجلسات البرلمانية. حين توفي صاحب المبنى عام 1783 وبيع العقار، انتقل النادي لشارع ساكفيل.

### الأكاديمية الملكية
كان رينولدز من الأعضاء الأوائل في الجمعية الملكية للفنون، ساعد في تأسيس جمعية فناني بريطانيا العظمى، وفي عام 1768 أصبح أول رئيس للأكاديمية الملكية للفنون، وهو منصب استلمه حتى وفاته. في عام 1769، نُصّب فارسًا من قِبل الملك جورج الثالث، ثاني فنان فقط يُكرم بهذا اللقب. خطاباته، سلسلة من المحاضرات المقدمة في الأكاديمية بين 1769 و1790، تُتذكر بدقتها وحرفيتها. في واحدة من المحاضرات عبر عن رأيه بأن «الابتكار، بمعناه الدقيق، هو أكثر من تركيبة جديدة للتصورات التي تجمّعت وأُودعت سابقًا في الذاكرة». قال ويليام جاكسون عن رينولدز في مقالاته المعاصرة «هناك الكثير من العبقرية والأصالة في كل خطاباته الأكاديمية، زاخرة بالمعرفة الكلاسيكية لفنه، فيها ملاحظات ثاقبة على أعمال الآخرين وعلى الذوق العام، وتعبّر عن فراسته»
تلقى رينولدز والأكاديمية الملكية ردود فعل متباينة. كان من بين النقاد وليم بليك الذي نشر المقالة اللاذعة تحت عنوان شروحات لخطابات السير جوشوا رينولدز عام 1808. كان جي.إم.دبليو.ترنر وجايمس نورثكوت  مساعديه المخلصين: طلب ترنر أن يُدفن إلى جانب رينولدز، ونورثكوت، الذي أمضى أربع سنوات كتلميذ لرينولدز، كتب لعائلته «أعرفه بعمق، وكل أخطائه، أنا متأكد، ومع ذلك أكاد أعبده».
احتفلت الأكاديمية الملكية للفنون في لندن بذكراها المئتين والخمسين عام 2018، منذ افتتاحها عام 1768. أصبح هذا حافزًا للمعارض والمتاحف عبر المملكة المتحدة للاحتفاء «بتقديم  ومناقشة وعرض الفن في الأكاديمية الملكية». كان قصر واديدسن من بين المنازل (العائلات) التاريخية التي دعمت تأثير السير جوشوا رينولدز في الأكاديمية، بقولهم كيف أنه:
حوّل الرسم البريطاني عن طريق رسومات البورتريه التي استحوذت على إدراك ومخيلة وذاكرة ومشاعر مُحبي هذا الرسم... كمُعلّم بليغ وباحث فني، استخدم دوره على رأس الأكاديمية الملكية للارتقاء بحالة الفن والفنانين في بريطانيا.

## معرض

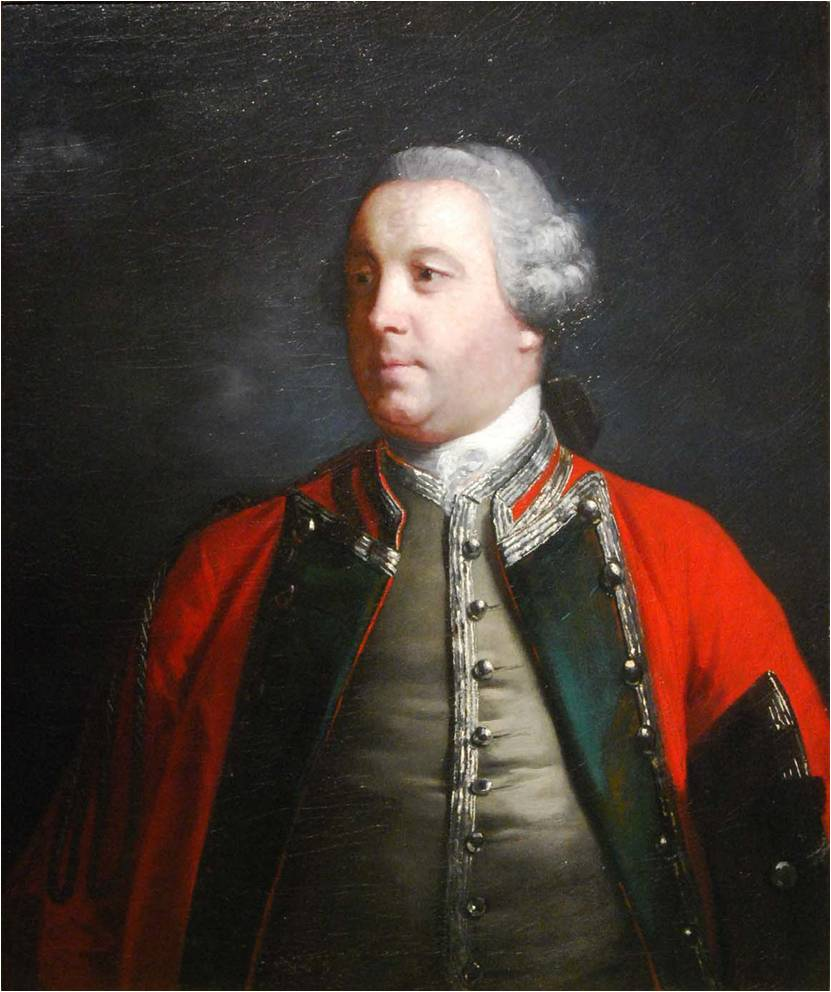
إدوارد كورنوولس (1756)
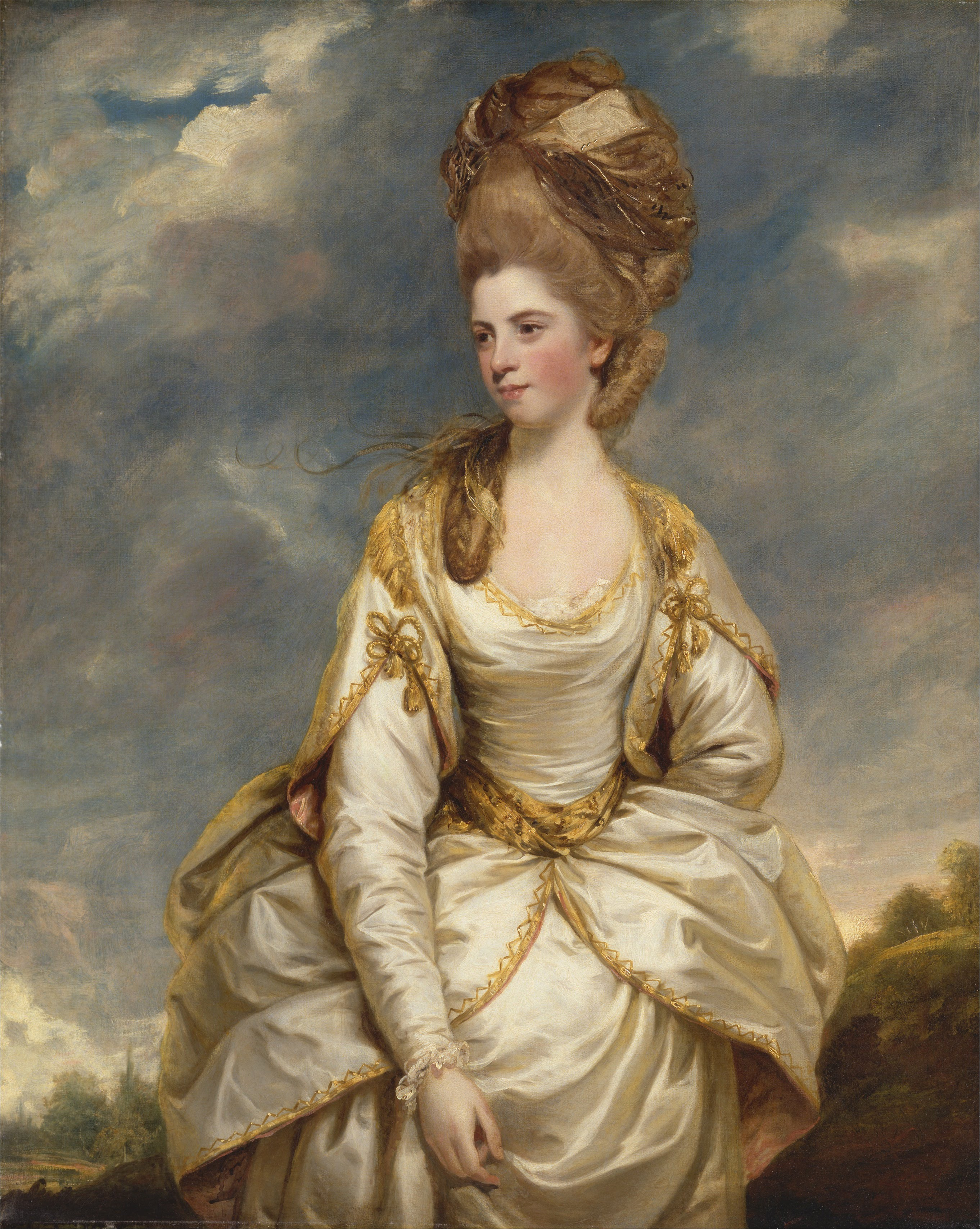
ساره كامبيل (1777)
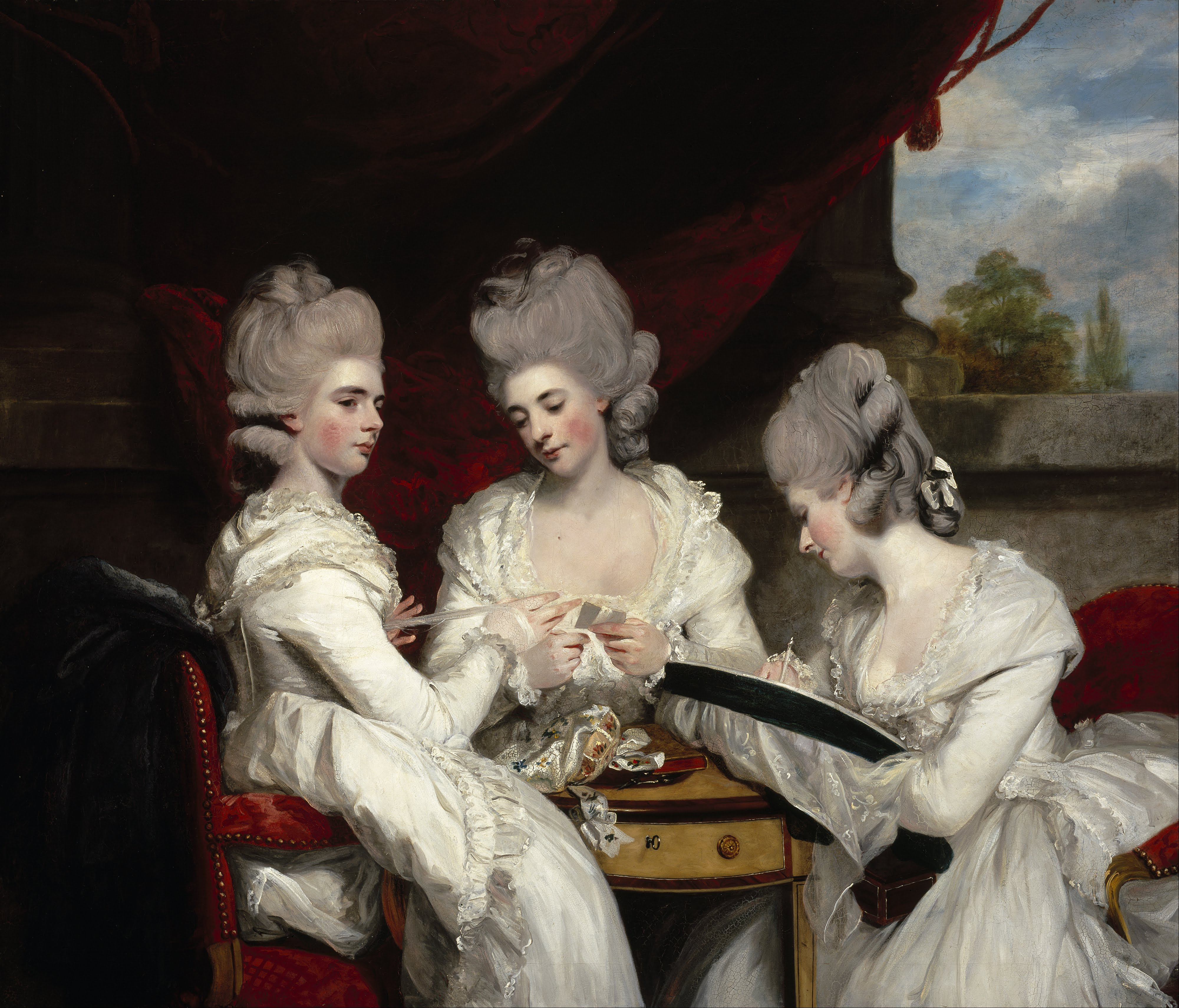
سيدات والديجراف (1780)
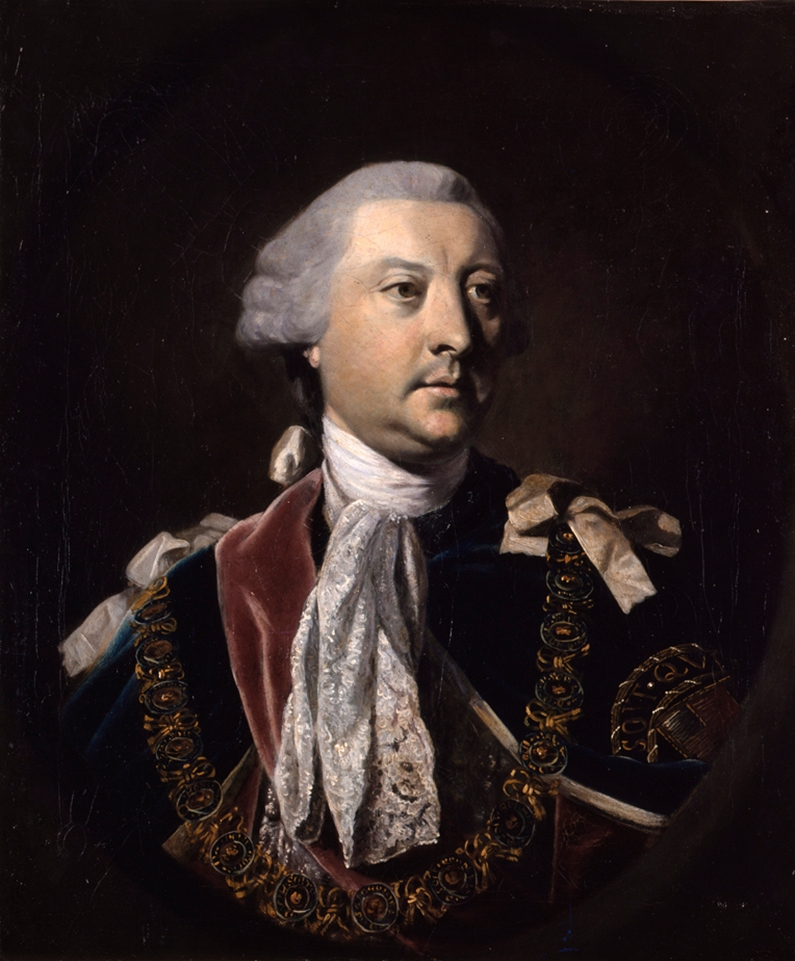
جورج منك (1764)
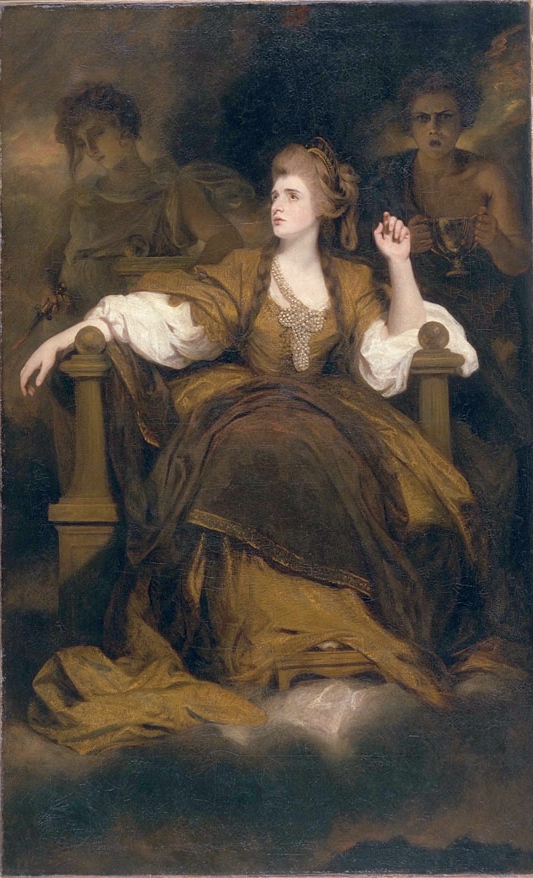
Sarah Siddons as the Tragic Muse, painting at مكتبة هنتنغتون، سان مارينو (كاليفورنيا)
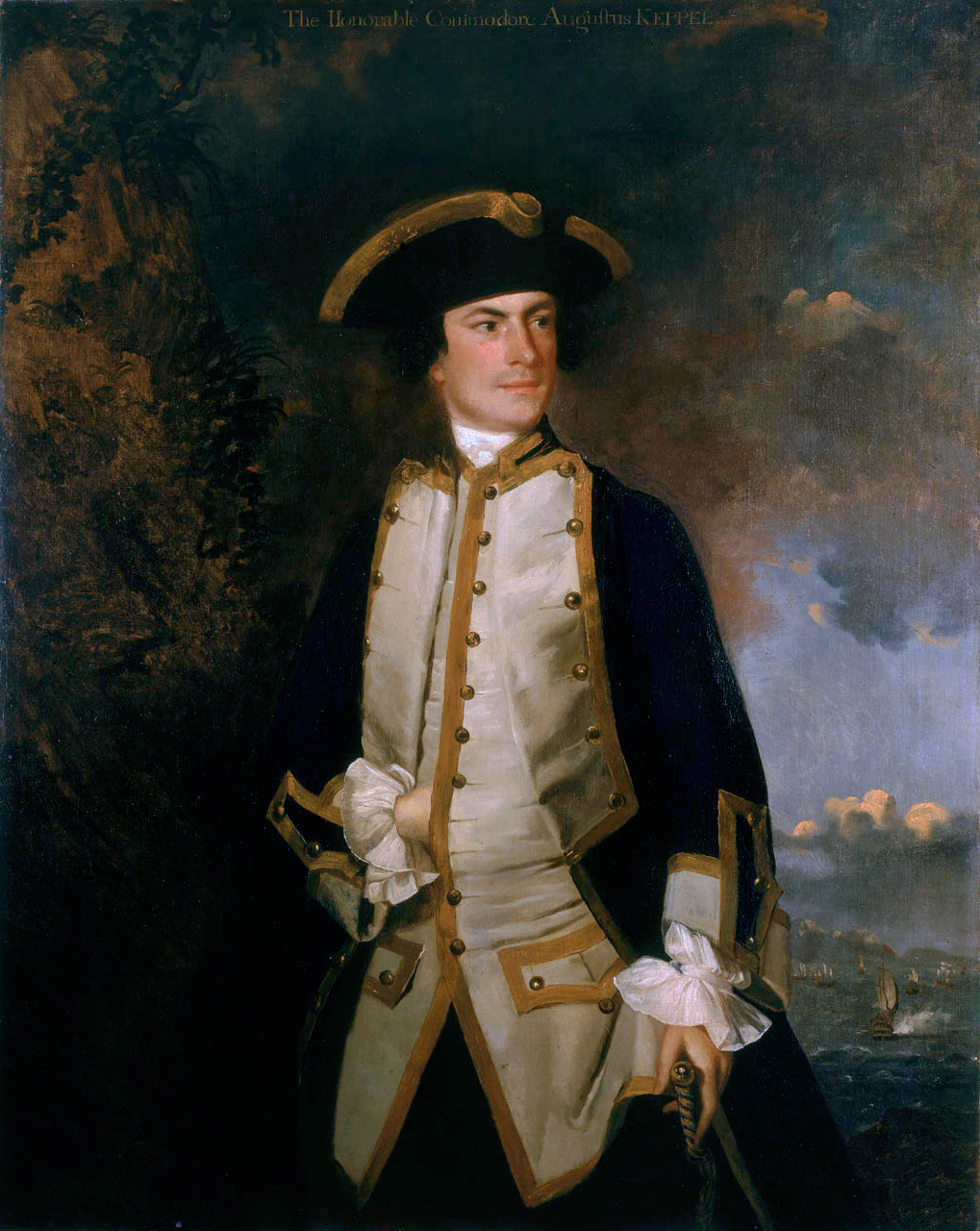
Commodore the Honourable August Keppel, (Reynolds's first portrait of Keppel), 1749
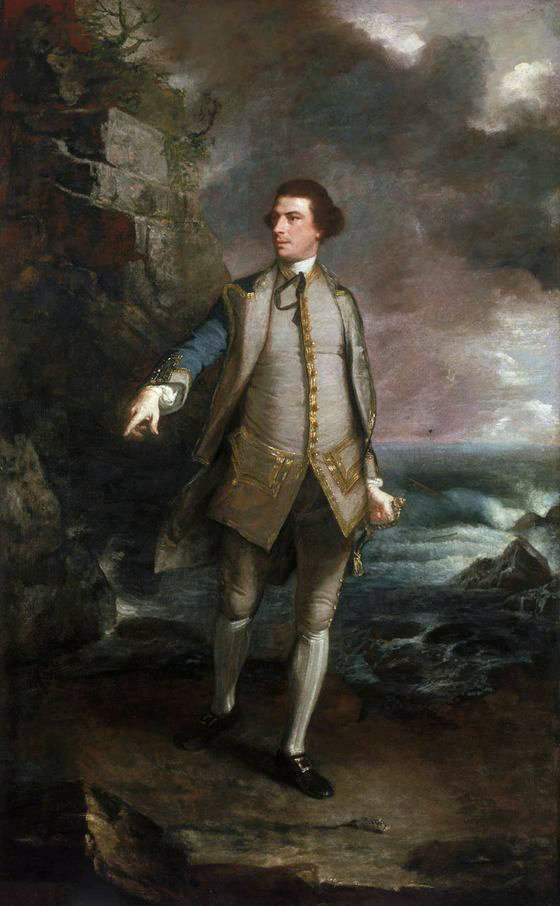
Captain the Honourable Augustus Keppel in the pose of the أبولو بلفيدير, 1753
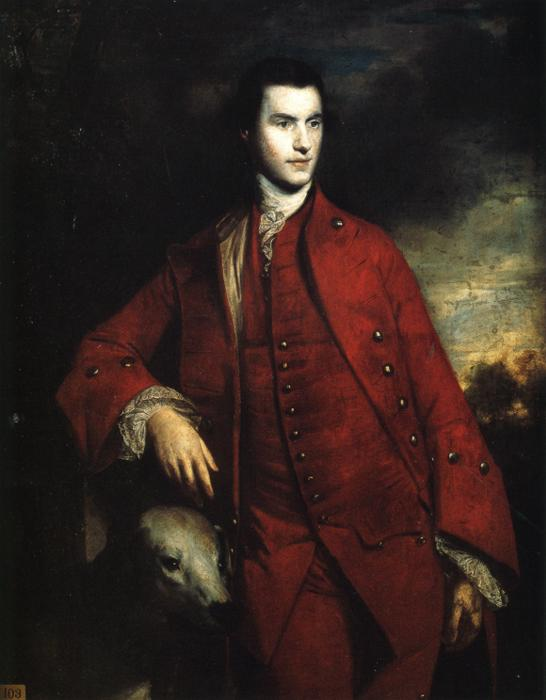
Charles Lennox, 3rd Duke of Richmond, 1758
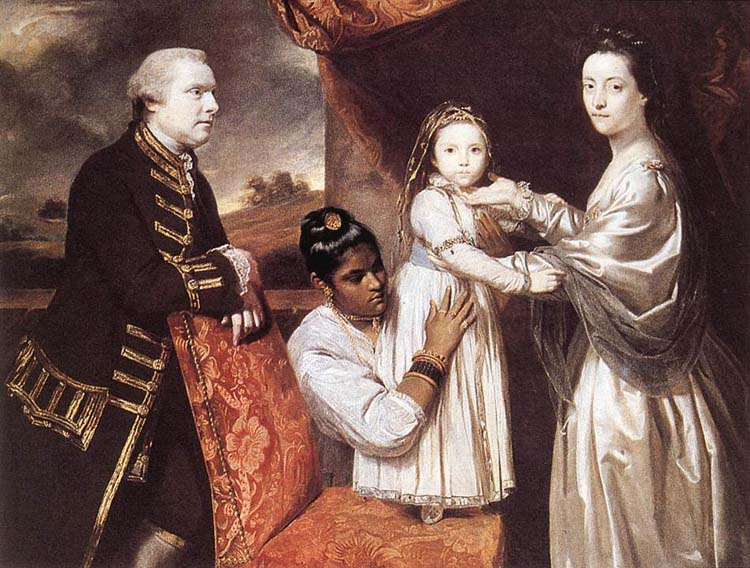
George Clive and his family with an Indian maid, 1765
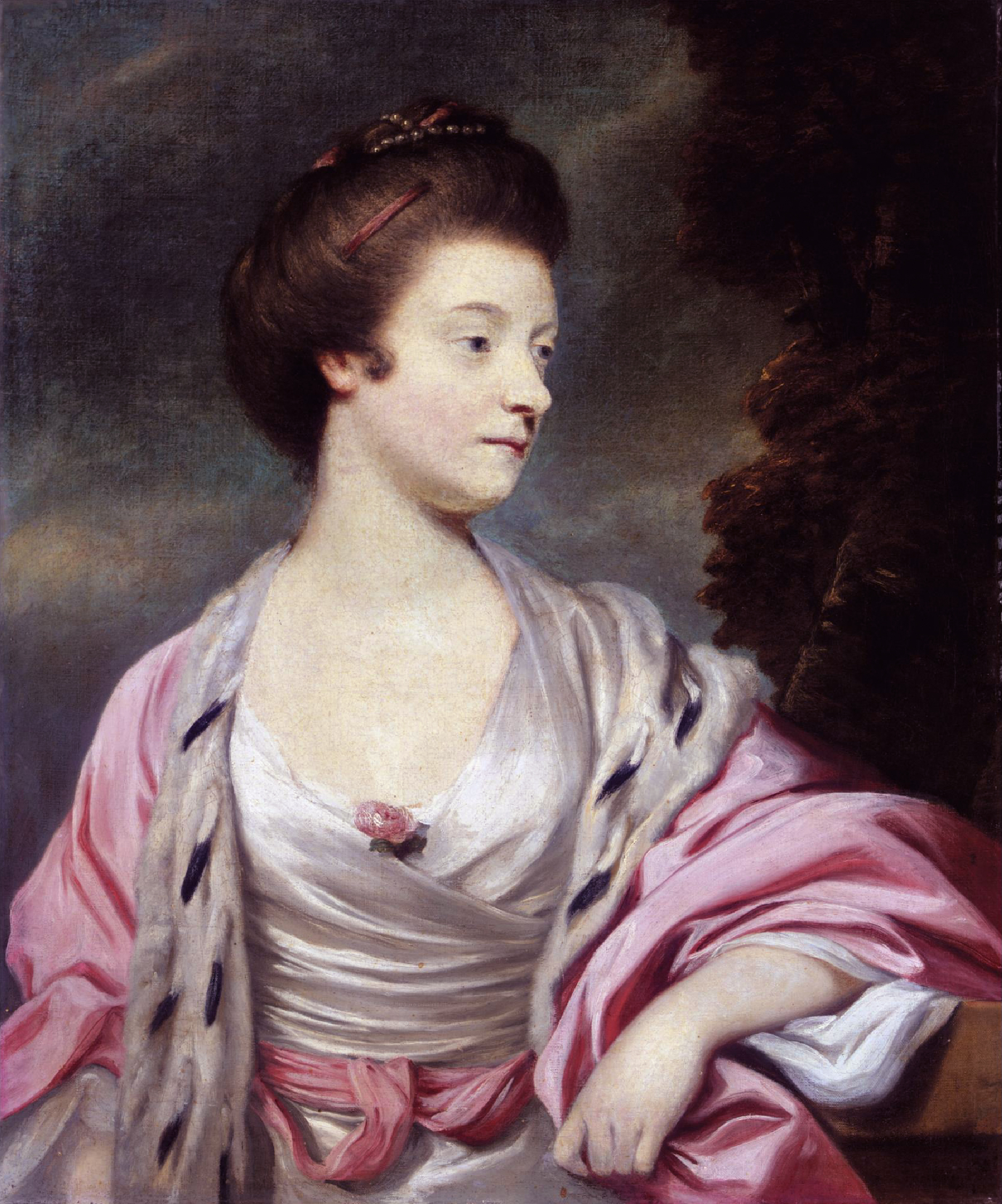
جيفري أمهيرست, 1767
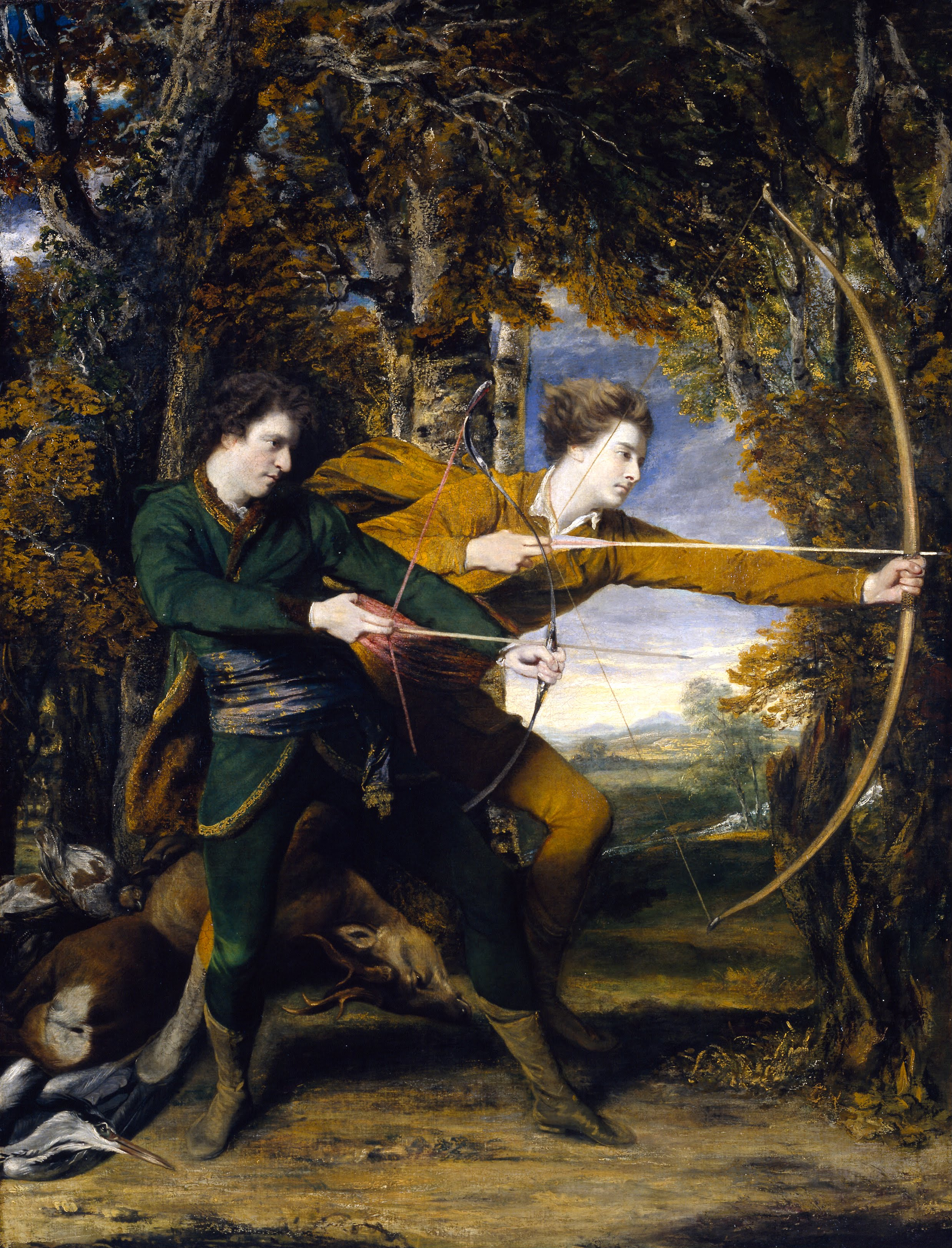
Colonel Acland and Lord Sydney, The Archers, 1769.
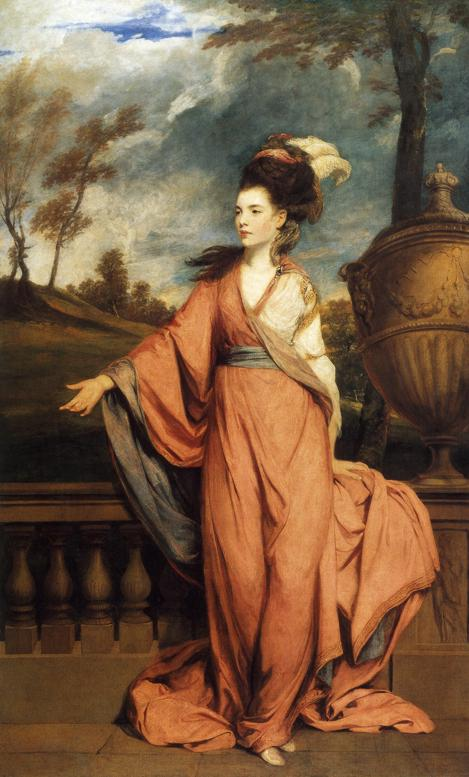
Jane, Countess of Harrington, 1778
Lady Caroline Howard, 1778
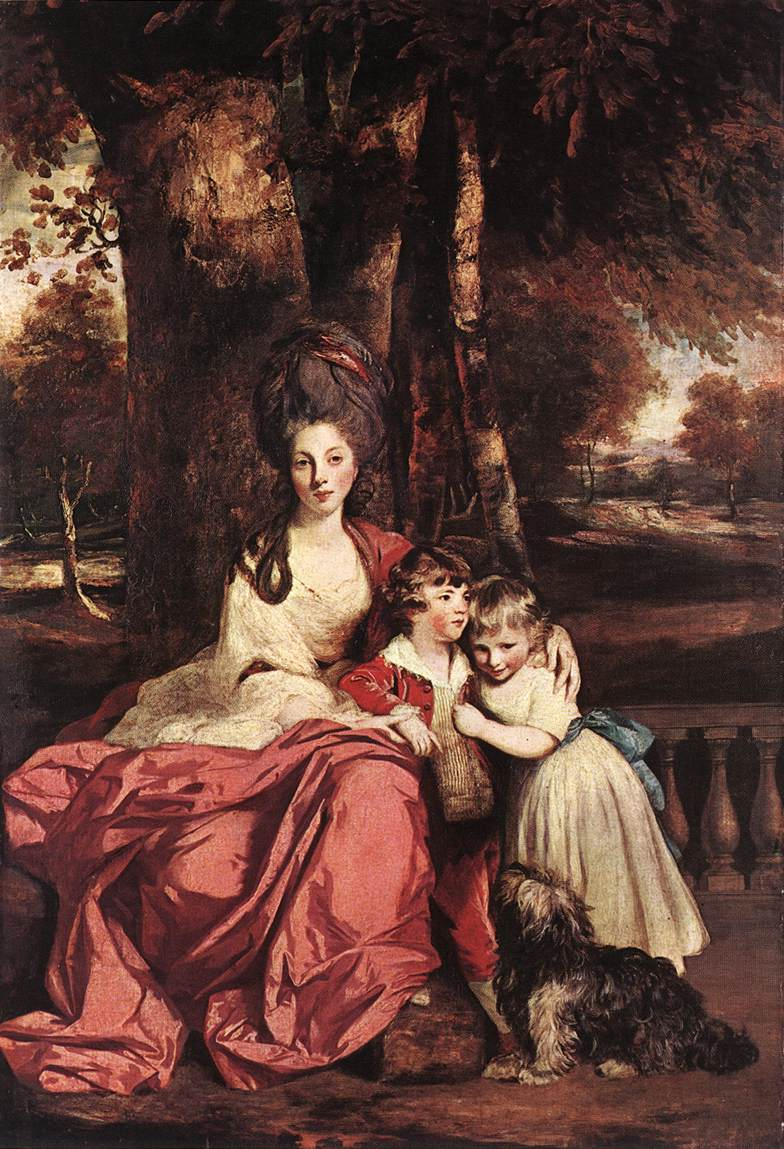
Lady Elizabeth Delmé and Her Children, 1779
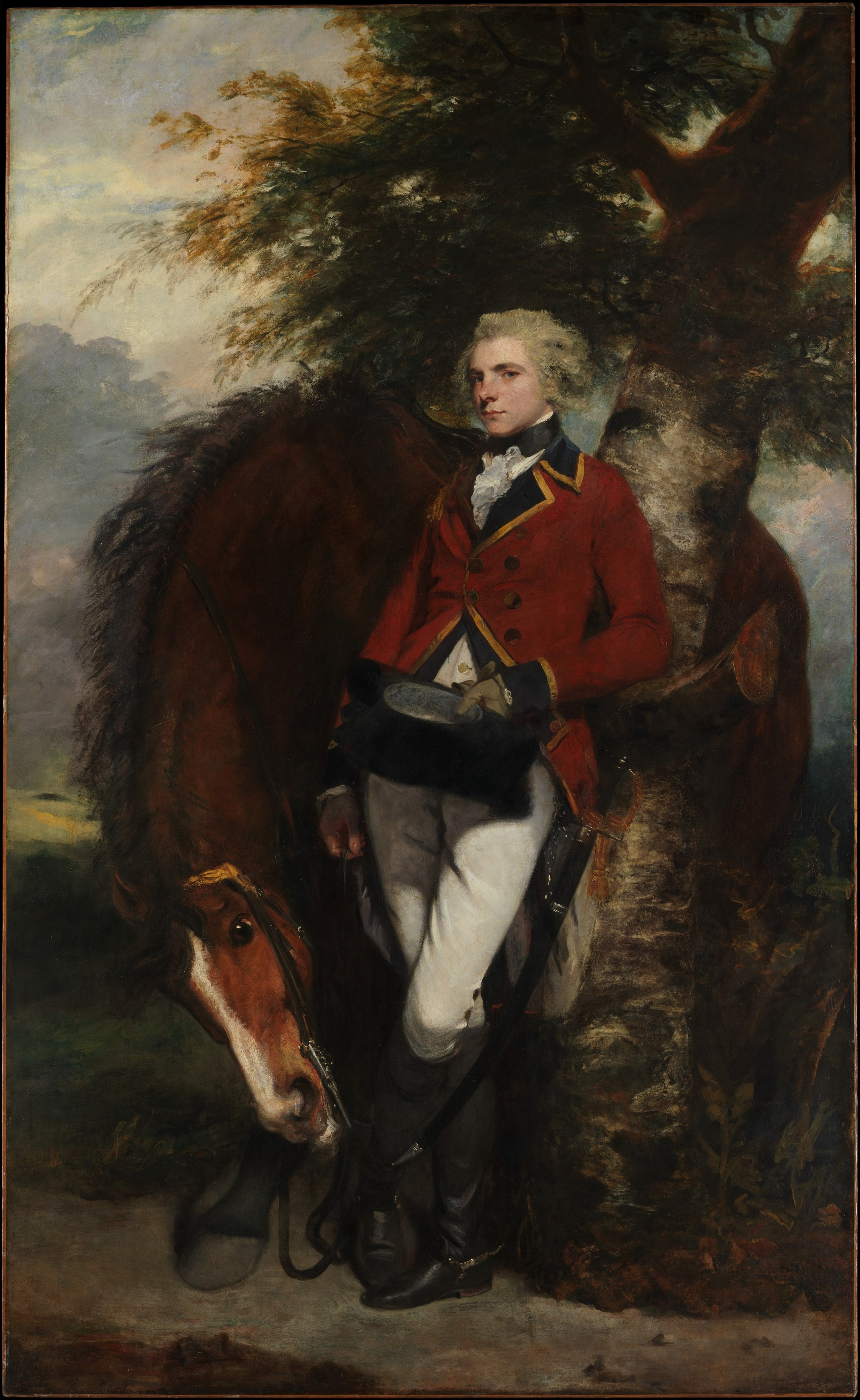
Captain George K. H. Coussmaker, 1782
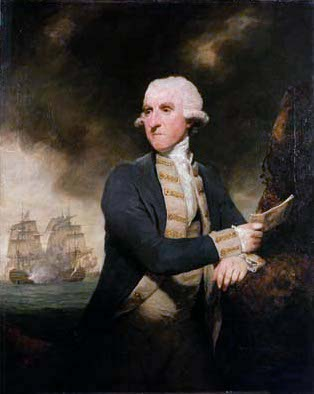
Admiral Hood, 1783

## روابط خارجية
- جوشوا راينولدس على موقع الموسوعة البريطانية (الإنجليزية)
- جوشوا راينولدس على موقع ميوزك برينز (الإنجليزية)
- جوشوا راينولدس على موقع إن إن دي بي (الإنجليزية)